# Mesa Verde (Kalifornia)
Mesa Verde – jednostka osadnicza w Stanach Zjednoczonych, w stanie Kalifornia, w hrabstwie Riverside.